# Органобудування

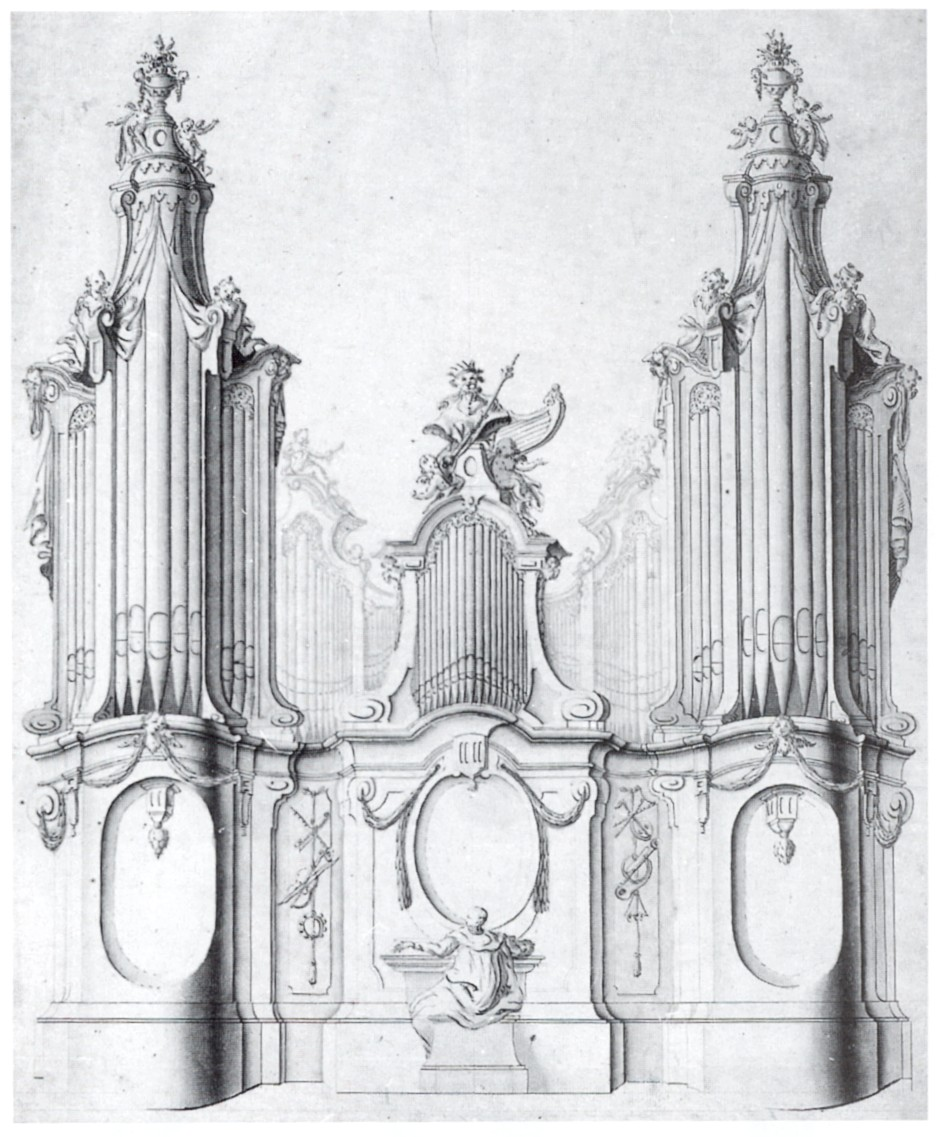
Дизайн для органу Йоганн Георг Дірр, XVIII століття

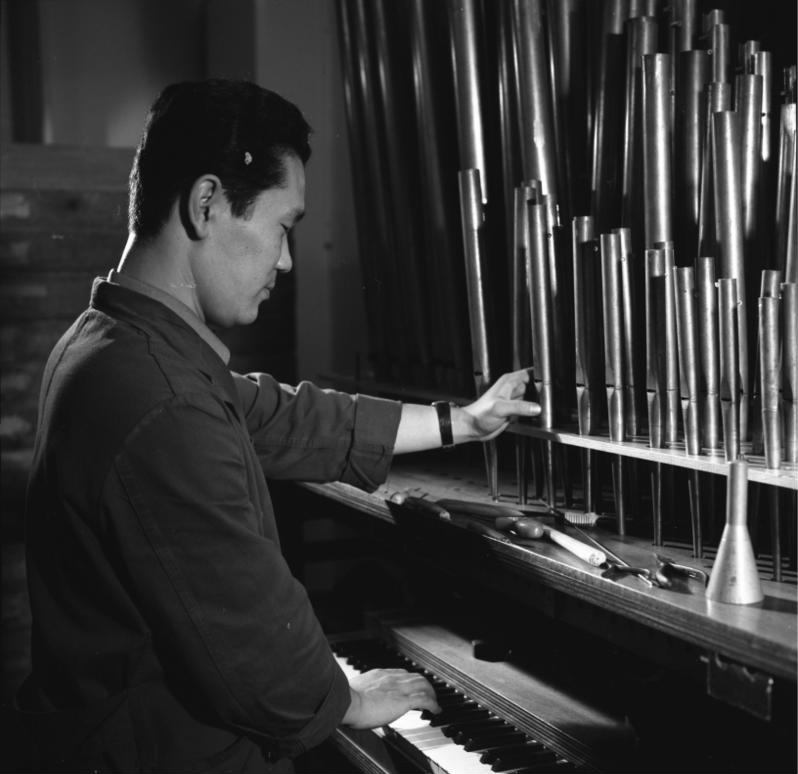
Настройка труб органу, Німеччина, 1966

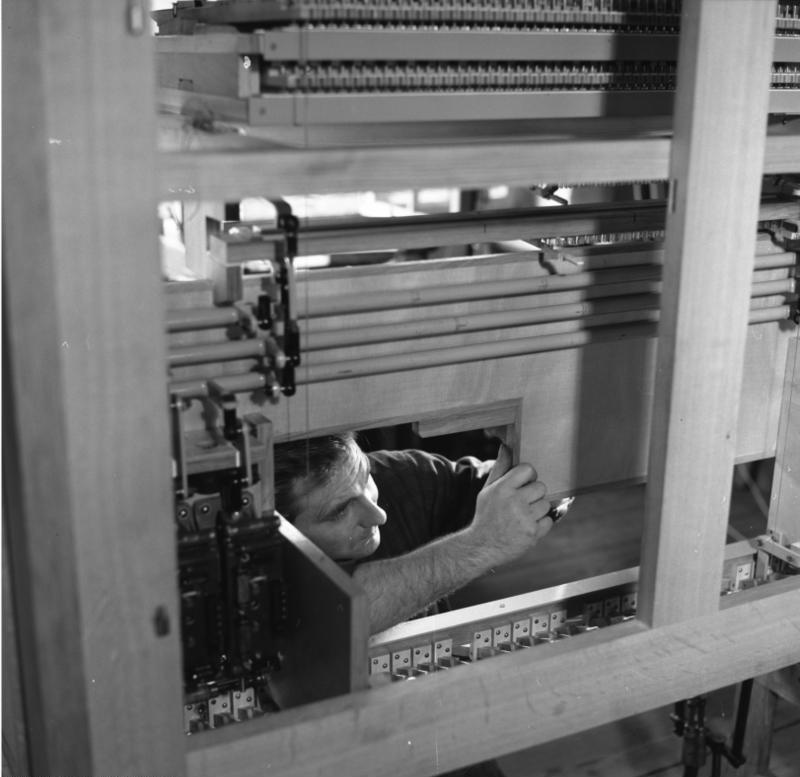
Конструювання органів, Німеччина, 1966

Органобудування — сфера діяльності, пов'язана із проєктуванням, будівництвом, відновленням та обслуговуванням трубних органів.
Органобудівник зазвичай отримує доручення на проєктування органу з певним розташуванням регістрів, мануалів і трактури, створює дизайн, який найкраще відповідає просторовим, технічним та акустичним міркуванням, а потім конструює інструмент. Професія органобудівника вимагає знань матеріалознавства, розуміння статики, аеродинаміки, механіки та електроніки.
Після виготовлення всіх частин нового органу труби повинні бути попередньо настроєні на бажані висоту звуку. Потім інструмент, як правило, частково або повністю збирається в майстерні, демонтується та збирається на місці, після чого труби отримують остаточну настройку.
Органобудівники також забезпечують регулярне технічне обслуговування, що включає регулювання труб та підтримку трактури, а також ремонт, необхідний внаслідок зносу, непередбачених проблем або несприятливих умов експлуатації. Повний капітальний ремонт органу передбачає розбирання труб та ретельне очищення всіх компонентів та технічне обслуговування там, де це необхідно. Старі органи також можуть бути відновлені до попереднього стану, що може передбачати відтворення пошкоджених та відсутніх частин за допомогою історично точних матеріалів та технік.
У деяких країнах, включаючи Німеччину, Швейцарію та Норвегію, органобудування офіційно вважається ручною роботою.